# Оста
Оста́ (фр. Hosta) — коммуна во Франции, находится в регионе Аквитания. Департамент — Атлантические Пиренеи. Входит в состав кантона Пеи-де-Бидаш, Амикюз и Остибар. Округ коммуны — Байонна.
Код INSEE коммуны — 64265.

## География
Коммуна расположена приблизительно в 690 км к юго-западу от Парижа, в 195 км южнее Бордо, в 65 км к западу от По.

## Климат
Климат тёплый океанический. Зима мягкая, средняя температура января — от +5°С до +13°С, температуры ниже −10 °C бывают редко. Снег выпадает около 15 дней в году с ноября по апрель. Максимальная температура летом порядка 20-30 °C, выше 35 °C бывает очень редко. Количество осадков высокое, порядка 1100 мм в год. Характерна безветренная погода, сильные ветры очень редки.

## Население
Население коммуны на 2010 год составляло 74 человека.
| 1962 | 1968 | 1975 | 1982 | 1990 | 1999 | 2010 |
| ---- | ---- | ---- | ---- | ---- | ---- | ---- |
| 186  | 162  | 135  | 122  | 95   | 81   | 74   |

## Администрация
| Период | Период | Фамилия    | Партия | Примечания |
| ------ | ------ | ---------- | ------ | ---------- |
| 1995   | 2014   | Ив Ласкор  |        |            |
| 2014   | 2020   | Мишель Юар |        | фермер     |

## Экономика
В 2010 году среди 50 человек трудоспособного возраста (15-64 лет) 36 были экономически активными, 14 — неактивными (показатель активности — 72,0 %, в 1999 году было 70,6 %). Из 36 активных жителей работали 36 человек (21 мужчина и 15 женщин), безработных не было. Среди 14 неактивных 5 человек были учениками или студентами, 6 — пенсионерами, 3 были неактивными по другим причинам.

## Достопримечательности
- Церковь Св. Петра (1732 год)[4]
- Крест на кладбище (1669 год). Исторический памятник с 1971 года[5]